# برج ویریدین
برج ویریدین (به انگلیسی: Viridian Tower) آسمان‌خراشی ۳۱ طبقه به ارتفاع ۱۱۵ متر (۳۷۸ فوت) واقع در نشویل، تنسی در ایالات متحده آمریکا است. ساخت و ساز این ساختمان ۱۵ اکتبر ۲۰۰۴ شروع شد و در سال ۲۰۰۶ به پایان رسید. این برج در حال حاضر سیزدهمین ساختمان از نظر ارتفاع در نشویل است.